# Seifuku Kojo Iinkai
SKi (del japonés: 制服向上委員会 ‘Seifuku Kojo Iinkai’) «Comité de mejoramiento del uniforme escolar» es un grupo ídol japonés que se formó en la década de 1990. Actualmente, las chicas son consideradas un grupo de izquierda por el PLD.

## Biografía
SKi surgió como una organización en septiembre de 1992, para fomentar los distintos Seifuku escolares en las estudiantes. Con el objetivo de resaltarlos «honestamente, bellamente, puramente». Ante estas pautas, siguen por ende la ideología ídol. El grupo estuvo formado originalmente por las siguientes miembros:

### Primera generación
| Nombre           | Fecha de nacimiento     | Generación   | Periodo de actividad | Notas                               | Liderado por:               |
| ---------------- | ----------------------- | ------------ | -------------------- | ----------------------------------- | --------------------------- |
| Keiko Yoshinari  | 8 de junio de 1972      | 1 generación | 1992-1997            | Fundadora, presidenta y productora. | Keiko Yoshinari (1992-1994) |
| Kaori Hifumi     | 16 de noviembre de 1973 | 1 generación | 1992-1993            | Falleció en 2016.                   |                             |
| Rei Aoyama       | 8 de junio de 1975      | 1 generación | 1992-1995            | Sucesora de: Keiko Yoshinari        | Rei Aoyama (1994-1995)      |
| Eriko Sato       | Desconocida             | 1 generación | 1992-09-1992-12      |                                     |                             |
| Aki Nakano       | Desconocida             | 1 generación | Años 90              |                                     |                             |
| Emi Adachi       | Desconocida             | 1 generación | Años 90              |                                     |                             |
| Kazumi Shimura   | Desconocida             | 1 generación | Años 90              |                                     |                             |
| Naoko Izumi      | 2 de marzo de 1976      | 1 generación | 1992-1995            |                                     |                             |
| Aida Mashio      | 26 de junio de 1976     | 1 generación | 1992-1994            |                                     |                             |
| Risa Kano        | 14 de diciembre de 1975 | 1 generación | 1992-1993            |                                     |                             |
| Atsuko Maeda     | 27 de febrero de 1977   | 1 generación | 1992-1994            |                                     |                             |
| Nozomi Akiyama   | 4 de septiembre de 1972 | 1 generación | 1992-1993            |                                     |                             |
| Kumi Takimoto    | 1 de diciembre de 1976  | 1 generación | 1992-1996            |                                     |                             |
| Momoko Shiraishi | 21 de junio de 1978     | 1 generación | 1992-1996            |                                     |                             |
| Mirai Yoshida    | 4 de julio de 1978      | 1 generación | 1992-1995            |                                     |                             |
| Ai Iwasaki       | 11 de marzo de 1978     | 1 generación | 1992-1995            |                                     |                             |
| Rieko Miyamoto   | 19 de enero de 1977     | 1 generación | 1992-1995            |                                     |                             |
| Nana Mochizuki   | 21 de mayo de 1978      | 1 generación | 1992-1996            |                                     |                             |
| Yukari Matsuda   | 5 de julio de 1975      | 1 generación | 1992-1996            |                                     |                             |
| Namiko Morooka   | 3 de abril de 1977      | 1 generación | 1993-1997            | Sucesora de: Rei Aoyama             | Namiko Morooka (1995-1996)  |
| Hitomi Nakazawa  | 17 de noviembre de 1980 | 1 generación | 1993-1994            |                                     |                             |

### Carrera musical
En 1992, debutaron bajo el sello discográfico de Pony Canyon, con el que liberaron un álbum. Sin embargo, en 1995 la industria del género ídol japonés se encontraba en declive y en uno de sus peores momentos, por lo que dejaron de ser financiadas por el mismo. Debido a este hecho, en adelante se han mantenido activas como una agrupación musical independiente. Siendo gestionadas desde entonces por la discográfica Idol Japan Records.

### Activismo e ¿Incursión política en Japón?
Por otro lado, son conocidas por sus actividades altruistas en un comienzo. No obstante, han hecho acto de presencia en manifestaciones, temas de sociedad y aparente interés político. También buscaron durante la gestión del primer ministro Shinzo Abe que este dimitiera de su función y cualquier cargo político. Por esta razón, las chicas fueron clasificadas como un grupo de izquierda. Pese a esto, ellas reiteran su simple movimiento ídol  dentro del país.

## Actualidad
SKi se mantiene activo en la industria musical, presentándose en distintos puntos del país. Hasta el presente ha tenido a lo largo de su carrera 24 generaciones posteriores a la primera, así como 31 miembros de soporte. Además, han liberado 40 álbumes de estudio, convirtiéndose así en el grupo ídol más longevo de Japón. Lo siguiente es un listado de ello.

### Segunda generación
- Chiaki Tamura
- Tomoko Shinohara
- Miyuki Asano
- Ryoko Suzuki
- Ami Mizuno
- Ai Kubo
- Miyuki Matsumoto
- Hiroko Honda
- Kozue Saotome

### Tercera generación
- Ayako Kikuchi
- Hisako Kobayashi
- Yukiko Inoue
- Mika Hashimoto
- Mioko Saito
- Eiko Hirokawa
- Ryoko Katagiri
- Naomi Miyata
- Emi Uchida
- Ami Onoda
- Nana Hanaaya
- Yuka Sato

### Cuarta generación
- Tomomi Kawano
- Ito Kayoko
- Rena Asai
- Yuko Nakai
- Eriko Miura
- Ayumu Yoriai

### Quinta generación
- Fumika Akiyama
- Yumiko Hisakawa
- Saori Oda
- Makiko Namihira
- Maika Endo
- Mako Nishibori
- Ayano Ishizawa

### Sexta generación
- Kozue Yoshida
- Miyuki Koga
- Aki Sato

### Séptima generación
- Ririka Hoshikawa
- Kana Morino
- Rina Takahashi
- Atsumi Mizumoto
- Marina Kobayashi
- Saiki Haruka
- Rena Kono
- Hinako Katahira

### Octava generación
- Mafuyu Matsuo
- Kumiko Matsumoto

### Novena generación
- Chika Yamakoshi
- Machiko Tezuka

### Décima generación
- Azusa Nakano
- Yui Takada
- Hikari Kajiwara
- Saki Nakamura

### Undécima generación
- Yuna Kato
- Honami Sato

### duodécima generación
- Akiko Yano

### Decimotercera generación
- Anna Ogawa
- Karin Shimizu

### Decimocuarta generación
- Tomoe Tamano
- Minami Yoshizaki
- Yuka Katori

### Decimoquinta generación
- Momoka Kyomoto
- Saori Kida

### Decimosexta generación
- Azumi Kuno
- Miki Saito
- Aisa Miyano
- Misaki Aizawa
- Reika Fujimiya
- Mizuki Kanno
- Yuina Shiraishi
- Mai Kato

### Decimoséptima generación
- Akari Mori
- Maya Sakuragi
- Ran Suzuki

### Decimoctava generación
- Yuri Aya Saito
- Ai Osamu Saito

### Decimonovena generación
- Anri Nomiyama
- Kana Kinashi
- Rina Nishino
- Tosaki Huon
- MIYUMI
- Ayaka Aizawa

### vigésima generación
- Yuki Kaneko

### vigésima primera generación
- KAREN

### vigésima segunda generación
- NATUKI

### vigésima tercera generación
- RIAN

### vigésima cuarta generación
- kanoko
- Rei

## Miembros de soporte
- Erika Shimizu
- Haruka Takahashi
- Rina Sugimoto
- Mamiko Onda
- Kazuki Asakawa
- Abe Kanako
- Mari Ishizaki
- Kiyomi Yoshino
- Yuki Asuna
- Rina Okamoto
- Yuki mikiyo
- Norika Koike
- Kyoku Agasa
- Yuka Otake
- Mizuki Ishizuka
- Erika Nakanishi
- Juri Nakazawa
- Rena Ikeda
- Erika Sakura
- Rei Akikawa
- Hana Segawa
- Satomi Saotome
- Tomoko Saito
- Chiemi Nagao
- Miho Shinohara
- Aihara Misaki
- Mika Morimoto
- Yao- Hon
- Sari Miyata
- Kurumi hoshino
- Monaka Goto

## Discografía

### Sencillos
- Seifuku sengen! (1993)
- Kiyoku tadashiku utsukushiku (1993)
- Egao ga suki~tsu! (1993)
- Ohayo! (1994)
- Dokyusei (1995)
- Hanakuso man ga iku (1998)
- Sushi-ya no masuta (1998)
- Riso to genjitsu (2005)
- For a Life (2006)
- Uchi mata bugi (2011)
- Da~tsu! Da~tsu! Datsu genpatsu no uta (2011)
- Kurukuru hankachifu (2011)
- Aizu Bandai (2015)
- Sensotoheiwa c/ w `dai kyū (2016)

### Álbumes de estudio
- Ai to yuki to omoiyari (1994)
- Atsui chikyu (1995)
- Otona wa wakatte kurenai yunitto shu VOL. 1 (1996)
- Wasuto (1996)
- Sayonara wa deai no ashita e no shirushi (1996)
- Akira kan tesuto (1996)
- Kizu darake no seishun (1996)
- Itsumo no yo ni (1997)
- SKi yunitto shu Vol. 2 (1997)
- Chikyu ni ai o (1998)
- Kaizoku musume (1998)
- Denai shojo no ×na seikatsu (1998)
- Kuroi hitomi (1998)
- Unit Volume.3 (1999)
- Best (1999)
- ma koso tachiagare (1999)
- Ongaku wa keizai no dorei janai (1999)
- No! Make (2000)
- Daisan'nome (2001)
- SKi Unit-4 (2001)
- MY GENERATION (2002)
- Ballerina (2002)
- SKi-2-the Best (2003)
- Sekai jiyu Amerika (2003)
- Kawattenai wakattenai (2004)
- Ma~a ma~a (2005)
- Nihon o genki ni shita uta (2005)
- De~yuetto (2005)
- Sonohi ga kuru made (2006)
- Ikiru tame ni (2006)
- Oshogatsu (2007)
- GAME (2007)
- STOP!STOP!STOP! (2011)
- Sekai de 1-ban shiawase (2011)
- THE PROTESTER (2012)
- Borantia supiritto (2012)
- Chikyugi mitsume (2013)
- 3 Aku tsui ho! (2013)
- Ruru to mana o mamorou yo (2014)
- Sensoto heiwa (2016)

### Videos
- Oshare seifuku zukan summer edition (1993)
- Oshare seifuku zukan winter edition (1993)
- Seifuku kojō iinkai katsudō nisshi (1993)
- Raibu aidoru nanba 1 (1994)
- Kettei! Orijinaru seifuku' 95 besuto 20 〜 natsufuku-ban 〜 (1995)
- Kettei! Orijinaru seifuku' 95 besuto 20 〜 fuyufuku-ban 〜 (1995)
- STUDIO LIVE '95 (1995)
- Aidoru Japan fesutibaru Vol. 1 (1995)
- Aidoru Japan fesutibaru Vol. 2 (1995)
- X'MAS SONGS (1995)
- Koibito-tachi no uta (1997)
- Seitan 10-nen-sai raibu pātsu 1 (2003)
- Seitan 10-nen-sai raibu pātsu 2 (2003)
- Aidoru o yumemita shōjo-tachi (2004)

### Radio y otros
- DJ Tomoaki's Radio Show! (2010)
- Seifuku kōjō iinkai no hashire 8 mandē (2012)
- NONFIX genpatsu aidoru (2012)